# Municipio de Bloomfield (condado de Jackson)
El municipio de Bloomfield (en inglés: Bloomfield Township) es un municipio ubicado en el condado de Jackson en el estado estadounidense de Ohio. En el año 2010 tenía una población de 1139 habitantes y una densidad poblacional de 11,35 personas por km².

## Geografía
El municipio de Bloomfield se encuentra ubicado en las coordenadas 38°59′47″N 82°30′36″O / 38.99639, -82.51000. Según la Oficina del Censo de los Estados Unidos, el municipio tiene una superficie total de 100.39 km², de la cual 100,3 km² corresponden a tierra firme y (0,09 %) 0,09 km² es agua.

## Demografía
Según el censo de 2010, había 1139 personas residiendo en el municipio de Bloomfield. La densidad de población era de 11,35 hab./km². De los 1139 habitantes, el municipio de Bloomfield estaba compuesto por el 97,45 % blancos, el 0,35 % eran afroamericanos, el 0,18 % eran amerindios, el 0,09 % eran isleños del Pacífico, el 0,53 % eran de otras razas y el 1,4 % eran de una mezcla de razas. Del total de la población el 0,79 % eran hispanos o latinos de cualquier raza.